# A.S.D. Cecina
Associazione Sportiva Dilettante Cecina là một câu lạc bộ bóng đá Ý có trụ sở tại Cecina, Tuscany. Câu lạc bộ hiện tại thi đấu ở Serie D. Màu sắc của đội là đỏ và xanh.